# 우편함

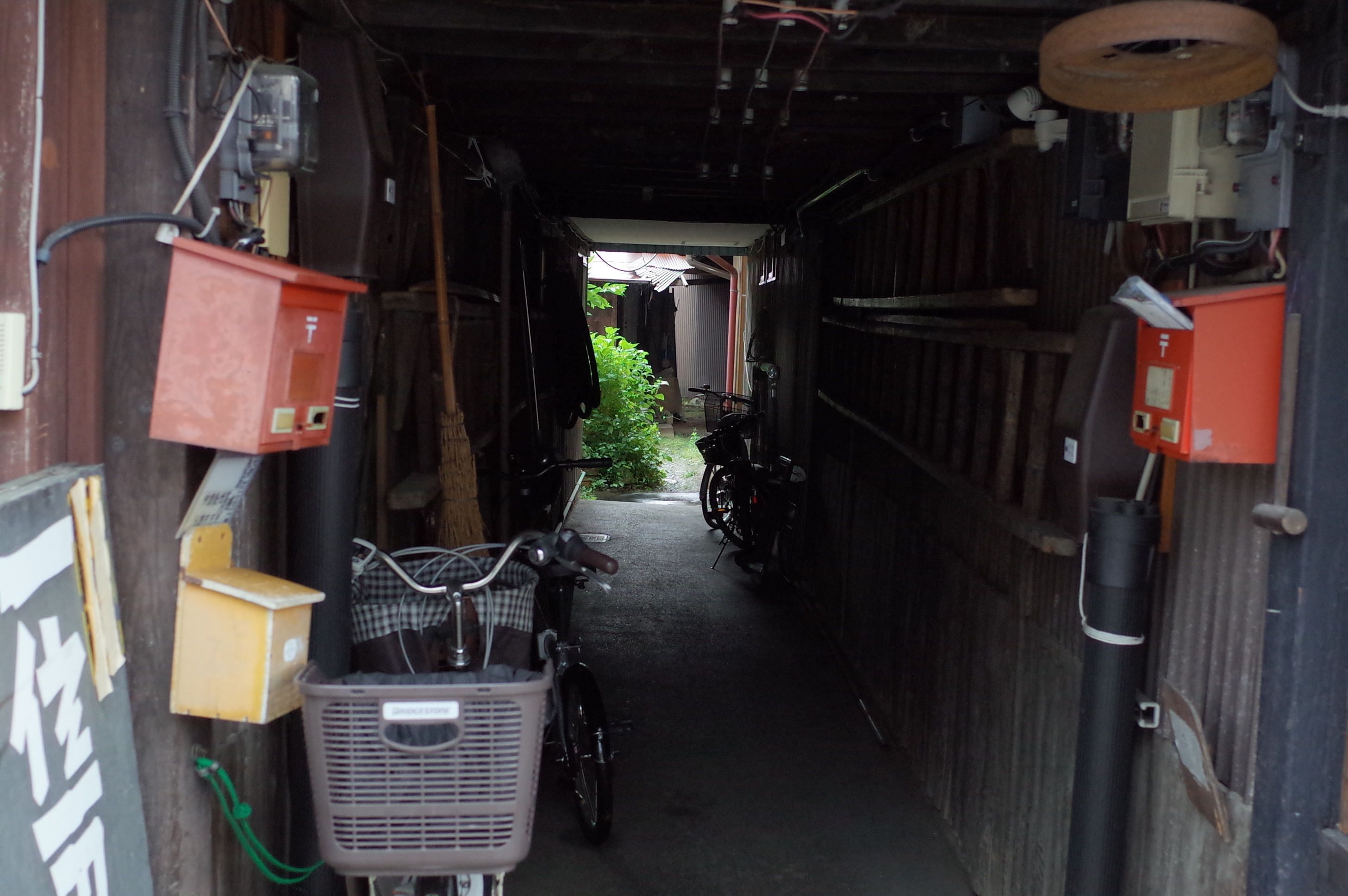
일본

우편함(郵便函)은 우편물이 배달될 때 배달된 우편물을 넣을 수 있도록 한 상자이다. 가정집과 사무실의 1층에 설치되어 있으며 일반적으로 편지 등 통상우편물을 넣어서 전달하며 등기우편이나 소포 (우편)는 우편함에 넣어서 전달하지 않고 수취인에게 직접 전달한다.

## 역사

### 유럽
개인 우편함은 유럽 대부분의 지역에서 19세기 중순~말 들어서야 대중화되기 시작했으며, 파리에서는 18세기 말부터 사용되었다.

### 북아메리카
1863년, 프리 시티 딜리버리(Free City Delivery)의 창설과 함께 미국 우정청은 우편을 가정 주소로 배달하기 시작했다.
1916년까지 우편 수송인들은 문을 두드리고 누군가가 답을 하기까지 얌전히 기다렸다. 경영능률 전문가들은 각 우체부들이 후원자가 문에 오는 것을 기다리기까지 매일 1.5시간 이상을 허비한다고 예측했다. 이를 해결하기 위해 우정청은 편지를 받기 위해서는 모든 가구가 우편함을 소유해야 한다고 주문하였다.

## 같이 보기
- 우체통